# Burhan G
Burhan G, pseudonimo di Burhan Genç Koç (Copenaghen, 20 gennaio 1983), è un cantante danese.

## Biografia
Burhan G ha fatto il suo debutto discografico con Playground, album in studio entrato al 29º posto nella Hitlisten. È stato candidato per due riconoscimenti ai Danish Music Awards. Al primo disco hanno fatto seguito gli album Breakout (2007) e Burhan G (certificato oro dalla IFPI Danmark; 2010), classificatisi rispettivamente in 15ª e 2ª posizione della classifica. Ha ricevuto la nomination per l'MTV Europe Music Award al miglior artista danese sia nel 2010 che nel 2014.
Il quarto LP Din for evigt (2013) è stato certificato quadruplo platino per le 80 000 unità equivalenti in territorio danese. Successivamente sono usciti Pas på pigerne (2016) e Et barn af jul (2019), rispettivamente disco di platino e disco d'oro.

## Discografia

### Album in studio
- 2004 – Playground
- 2007 – Breakout
- 2010 – Burhan G
- 2013 – Din for evigt
- 2016 – Pas på pigerne
- 2019 – Et barn af jul

### Singoli
- 2004 – Take U Home
- 2007 – Who Is He?
- 2007 – Can't Let U Go
- 2008 – Kun dig
- 2009 – Jeg vil have dig for mig selv
- 2010 – Tættere på himlen (feat. Nik & Jay)
- 2010 – Søvnløs
- 2010 – Mest ondt (feat. Medina)
- 2011 – Jeg' i live
- 2013 – Hvorfor ikke mig
- 2014 – Ikke i Nat, ikke endnu
- 2014 – Kærlighed & krig (feat. Molly Sandén)
- 2016 – Lucy
- 2018 – Samme vej (con Karl William)
- 2018 – Hånd i hånd
- 2018 – Tinka
- 2019 – Du (feat. NODE)
- 2019 – Over dig
- 2020 – Ses om en uge
- 2020 – Du er
- 2020 – Fact-Fiction
- 2020 – For altid
- 2020 – Holder os vågne (con Anthon Eddwards)
- 2021 – Burhan G (con Kidd e Tobias Rahim)
- 2021 – Luftkys (con Tessa)
- 2021 – Dans (con Carl Knast e Tobias Rahim)
- 2022 – Gulvet 22 (con Pil)
- 2022 – Sommer i december (con Pauline)
- 2022 – Walou (Generationer) (con Stepz, Sivas e Outlandish)
- 2022 – Monster (feat. Oh Land)